# Datorspelsåret 2011

## Händelser
| Månad     | Dag(ar)              | Händelse |
| --------- | -------------------- | --- |
| Januari   | 6 - 9                | International Consumer Electronics Show 2011 i Las Vegas, Nevada, USA. |
| Februari  | 2                    | The Angry Video Game Nerd recenserar Star Wars-spel till olika konsoler på Gametrailers.                                                                                                   |
| Februari  | 26                   | Nintendo lanserar den bärbara spelmaskinen Nintendo 3DS i Japan. |
| Februari  | 28 februari - 4 mars | Game Developers Conference 2011 i San Francisco, Kalifornien, USA |
| Mars      | 3                    | The Angry Video Game Nerd recenserar tullbehöret R.O.B. till Nintendo Entertainment System på Gametrailers.                                                                                |
| Mars      | 11                   | Som ett resultat av jordbävningen vid Tohoku 2011 måste vissa spelsläpp ställas in eller skjutas upp. Dessutom tvingas flera servrar som används för internetspel tillfälligt stängas ner. |
| Mars      | 11 - 13              | PAX East 2011 hölls i Boston, Massachusetts. |
| Mars      | 25 - 31              | Nintendo lanserar den bärbara spelmaskinen Nintendo 3DS i Europa, USA och Oceanien. |
| April     | 3                    | Premiär för datorspelsprogrammet "P3 Spel" i SR P3. |
| Juni      | 3                    | Electronic Arts lanserar sin nya plattform Origin. |
| Juni      | 7 - 9                | E3 2011 i Los Angeles Convention Center. |
| Juni      | 23                   | Sonic the Hedgehog-serien, ett av de bäst säljande TV-spelsfranchisen genom tiderna, fyllde 20 år.                                                                                         |
| Juni      | 27                   | USA:s högsta domstol avslutar sitt fall angående Brown v. Entertainment Merchants Association, där man deklarerar att datorspel skyddas av yttrandefriheten.                               |
| Augusti   | 4 - 7                | QuakeCon 2011: Ett stort, årligt LAN-party, hölls i Dallas, Texas. |
| Augusti   | 15 - 17              | Game Developers Conference 2011 i Köln, Nordrhein-Westfalen, Tyskland. |
| Augusti   | 18 - 22              | Gamescom 2011 i Köln, Nordrhein-Westfalen, Tyskland. |
| Augusti   | 26 - 28              | PAX Prime 2011 hölls i Seattle, Washington. |
| September | 15–18                | Tokyo Game Show 2011 |
| September | 22–25                | Eurogamer Expo 2011 hölls i Earls Court i London, England. |
| Oktober   | 15–16                | EB Games Expo 2011 hölls i Gold Coast Convention and Exhibition Centre i Australien. |
| Oktober   | 21–22                | BlizzCon 2011 hölls i Anaheim Convention Center i Kalifornien. |
| November  | 4                    | Nintendos Wii Family Edition släppts i Europa. |
| November  | 18–19                | MineCon i Las Vegas, Nevada, USA på Mandalay Bay Resort and Casino. |
| December  | 3                    | 10-årsdagen för Jak and Daxter-serien. |
| December  | 10                   | Spike Video Game Awards. |
| December  | 17                   | Playstation Vita gavs ut i Japan. |
| December  | 31                   | Artech Studios upplöst. |

## Spel

### Q1 Januari–Mars
| Månad           | Dag | Titel                                          | Plattform(ar)                                            |
| J A N U A R I   | 11  | DC Universe Online                             | Win, PS3                                                 |
| J A N U A R I   | 11  | Ghost Trick: Phantom Detective                 | NDS                                                      |
| J A N U A R I   | 11  | Kingdom Hearts Re:coded                        | NDS                                                      |
| J A N U A R I   | 18  | LittleBigPlanet 2                              | PS3                                                      |
| J A N U A R I   | 18  | Mass Effect 2                                  | PS3                                                      |
| J A N U A R I   | 18  | MindJack                                       | PS3, X360                                                |
| J A N U A R I   | 18  | Venetica                                       | Win, X360, PS3                                           |
| J A N U A R I   | 25  | Dead Space 2                                   | Win, X360, PS3                                           |
| J A N U A R I   | 25  | Lord of Arcana                                 | Playstation Portable                                     |
| J A N U A R I   | 25  | Magicka                                        | Win                                                      |
| J A N U A R I   | 25  | Two Worlds II                                  | Win, X360, PS3                                           |
| F E B R U A R I | 1   | Bionic Commando Rearmed 2                      | PSN                                                      |
| F E B R U A R I | 1   | Rock Band Country Track Pack 2                 | PS3, Wii, X360                                           |
| F E B R U A R I | 1   | The Sims 3: Outdoor Living Stuff               | Mac, Win                                                 |
| F E B R U A R I | 2   | Bionic Commando Rearmed 2                      | XBLA                                                     |
| F E B R U A R I | 4   | Earthrise                                      | Win                                                      |
| F E B R U A R I | 7   | Mario Sports Mix                               | Wii                                                      |
| F E B R U A R I | 8   | Test Drive Unlimited 2                         | Win, X360, PS3                                           |
| F E B R U A R I | 8   | Trinity: Souls of Zill O’ll                    | PS3                                                      |
| F E B R U A R I | 8   | Battle High: San Bruno                         | Win, XBLA                                                |
| F E B R U A R I | 8   | You Don't Know Jack                            | NDS, PS3, Wii, Win, X360                                 |
| F E B R U A R I | 10  | Dungeons                                       | Win                                                      |
| F E B R U A R I | 12  | Ys I & II Chronicles                           | Playstation Portable                                     |
| F E B R U A R I | 14  | Dragon Quest VI: Realms of Revelation          | NDS                                                      |
| F E B R U A R I | 15  | Back to the Future: The Game                   | PSN                                                      |
| F E B R U A R I | 15  | Hyperdimension Neptunia                        | PS3                                                      |
| F E B R U A R I | 15  | Marvel vs. Capcom 3: Fate of Two Worlds        | X360, PS3                                                |
| F E B R U A R I | 15  | Tactics Ogre: Let Us Cling Together            | Playstation Portable                                     |
| F E B R U A R I | 16  | Hard Corps: Uprising                           | X360, PS3                                                |
| F E B R U A R I | 22  | de Blob 2                                      | NDS, PS3, X360, Wii                                      |
| F E B R U A R I | 22  | Bulletstorm                                    | X360, PS3, Win                                           |
| F E B R U A R I | 22  | Gray Matter                                    | X360, Win                                                |
| F E B R U A R I | 22  | Killzone 3                                     | PS3                                                      |
| F E B R U A R I | 22  | Knights Contract                               | X360, PS3                                                |
| F E B R U A R I | 22  | Radiant Historia                               | NDS                                                      |
| F E B R U A R I | 23  | Cities in Motion                               | Win                                                      |
| F E B R U A R I | 25  | Men of War: Assault Squad                      | Win                                                      |
| M A R S         | 1   | Fight Night Champion                           | PS3, X360                                                |
| M A R S         | 1   | Rift                                           | Win                                                      |
| M A R S         | 1   | Warhammer 40,000: Dawn of War II – Retribution | Win                                                      |
| M A R S         | 6   | Pokémon Black and White                        | NDS                                                      |
| M A R S         | 8   | Dragon Age II                                  | Win, PS3, X360                                           |
| M A R S         | 8   | Major League Baseball 2K11                     | Win, PS3, Playstation 2, Playstation Portable, X360, Wii |
| M A R S         | 8   | MLB 11: The Show                               | PS3, Playstation 2, Playstation Portable                 |
| M A R S         | 15  | Ar tonelico Qoga: Knell of Ar Ciel             | PS3                                                      |
| M A R S         | 15  | God Eater: Burst                               | Playstation Portable                                     |
| M A R S         | 15  | Homefront                                      | Win, X360, PS3                                           |
| M A R S         | 15  | Ōkamiden                                       | NDS                                                      |
| M A R S         | 15  | Top Spin 4                                     | PS3, X360, Wii                                           |
| M A R S         | 15  | Total War: Shogun 2                            | Win                                                      |
| M A R S         | 15  | Warriors: Legends of Troy                      | X360, PS3                                                |
| M A R S         | 15  | Yakuza 4                                       | PS3                                                      |
| M A R S         | 22  | Angry Birds Rio                                | iOS                                                      |
| M A R S         | 22  | Assassin's Creed: Brotherhood                  | Win                                                      |
| M A R S         | 22  | Crysis 2                                       | Win, PS3, X360                                           |
| M A R S         | 22  | Dissidia 012 Final Fantasy                     | PSP                                                      |
| M A R S         | 22  | Lego Star Wars III: The Clone Wars             | Win, X360, PS3, PSP, Wii, NDS                            |
| M A R S         | 22  | Monster Tale                                   | NDS                                                      |
| M A R S         | 22  | PlayStation Move Heroes                        | PS3                                                      |
| M A R S         | 22  | The Sims Medieval                              | Win, Mac                                                 |
| M A R S         | 22  | The Tomb Raider Trilogy                        | PS3                                                      |
| M A R S         | 23  | Ghostbusters: Sanctum of Slime                 | XBLA, PSN, Win                                           |
| M A R S         | 27  | Asphalt 3D                                     | 3DS                                                      |
| M A R S         | 27  | Bust-A-Move Universe                           | 3DS                                                      |
| M A R S         | 27  | Combat of Giants: Dinosaurs 3D                 | 3DS                                                      |
| M A R S         | 27  | Lego Star Wars III: The Clone Wars             | 3DS                                                      |
| M A R S         | 27  | Madden NFL Football                            | 3DS                                                      |
| M A R S         | 27  | Nintendogs + Cats                              | 3DS                                                      |
| M A R S         | 27  | Pilotwings Resort                              | 3DS                                                      |
| M A R S         | 27  | Pro Evolution Soccer 2011                      | 3DS                                                      |
| M A R S         | 27  | Rayman 3D                                      | 3DS                                                      |
| M A R S         | 27  | Ridge Racer 3D                                 | 3DS                                                      |
| M A R S         | 27  | Samurai Warriors: Chronicles                   | 3DS                                                      |
| M A R S         | 27  | The Sims 3                                     | 3DS                                                      |
| M A R S         | 27  | Steel Diver                                    | 3DS                                                      |
| M A R S         | 27  | Super Monkey Ball 3D                           | 3DS                                                      |
| M A R S         | 27  | Super Street Fighter IV: 3D Edition            | 3DS                                                      |
| M A R S         | 27  | Tom Clancy's Ghost Recon: Shadow Wars          | 3DS                                                      |
| M A R S         | 29  | The 3rd Birthday                               | PSP                                                      |
| M A R S         | 29  | Dynasty Warriors 7                             | PS3, X360                                                |
| M A R S         | 29  | The Legend of Heroes: Trails in the Sky        | PSP                                                      |
| M A R S         | 29  | NASCAR The Game: 2011                          | X360, PS3, Wii                                           |
| M A R S         | 29  | Rush'n Attack: Ex-Patriot                      | PSN                                                      |
| M A R S         | 29  | Shift 2: Unleashed                             | Win, PS3, X360                                           |
| M A R S         | 29  | Tiger Woods PGA Tour 12                        | PS3, X360, Wii                                           |
| M A R S         | 29  | WWE All Stars                                  | PS2, PS3, PSP, X360, Wii                                 |
| M A R S         | 30  | Rush'n Attack: Ex-Patriot                      | XBLA                                                     |

### Q2 April–Juni
| Månad     | Dag | Titel                                         | Plattform(ar)                 |
| A P R I L | 12  | Divinity II: The Dragon Knight Saga           | X360                          |
| A P R I L | 12  | Michael Jackson: The Experience               | X360, PS3                     |
| A P R I L | 12  | Patapon 3                                     | PSP                           |
| A P R I L | 12  | Rio                                           | PS3, X360, NDS, Wii           |
| A P R I L | 19  | Arcana Heart 3                                | PS3                           |
| A P R I L | 19  | Conduit 2                                     | Wii                           |
| A P R I L | 19  | Final Fantasy IV: The Complete Collection     | PSP                           |
| A P R I L | 19  | Mortal Kombat                                 | PS3, X360                     |
| A P R I L | 19  | Portal 2                                      | PS3, X360, Win, Mac           |
| A P R I L | 19  | SOCOM 4: U.S. Navy SEALs                      | PS3                           |
| A P R I L | 24  | Dream Chronicles: The Book of Water           | Win                           |
| A P R I L | 26  | Darkspore                                     | Win                           |
| A P R I L | 27  | Outland                                       | XBL                           |
| M A J     | 3   | Mount&Blade: With Fire & Sword                | Win                           |
| M A J     | 3   | MotorStorm: Apocalypse                        | PS3                           |
| M A J     | 3   | Thor: God of Thunder                          | X360, PS3, Wii, NDS           |
| M A J     | 10  | Brink                                         | PS3, X360, Win                |
| M A J     | 10  | The First Templar                             | X360, Win                     |
| M A J     | 10  | Lego Pirates of the Caribbean: The Video Game | Win, X360, PS3, Wii, PSP, NDS |
| M A J     | 10  | Hydrophobia Prophecy                          | Win, PS3                      |
| M A J     | 10  | MX vs. ATV Alive                              | X360, PS3                     |
| M A J     | 10  | Virtua Tennis 4                               | X360, PS3, Wii                |
| M A J     | 16  | Terraria                                      | Win                           |
| M A J     | 17  | Fable III                                     | Win                           |
| M A J     | 17  | L.A. Noire                                    | PS3, X360                     |
| M A J     | 17  | The Witcher 2: Assassins of Kings             | Win                           |
| M A J     | 24  | Dirt 3                                        | Win, X360, PS3                |
| M A J     | 24  | Kung Fu Panda 2                               | PS3, X360, Wii, NDS           |
| M A J     | 26  | Frozen Synapse                                | Win                           |
| M A J     | 31  | Hunted: The Demon's Forge                     | PS3, X360, Win                |
| M A J     | 31  | The Sims 3: Generations                       | Win, Mac                      |
| J U N I   | 7   | Cartoon Network: Punch Time Explosion         | 3DS                           |
| J U N I   | 7   | Green Lantern: Rise of the Manhunters         | PS3, X360, Wii, NDS, 3DS      |
| J U N I   | 7   | inFamous 2                                    | PS3                           |
| J U N I   | 7   | Operation Flashpoint: Red River               | X360, Win, PS3                |
| J U N I   | 7   | Red Faction: Armageddon                       | Win, X360, PS3                |
| J U N I   | 13  | Wii Play: Motion                              | Wii                           |
| J U N I   | 14  | Alice: Madness Returns                        | PS3, X360, Win                |
| J U N I   | 14  | Child of Eden                                 | X360                          |
| J U N I   | 14  | Duke Nukem Forever                            | PS3, X360, Win                |
| J U N I   | 14  | Transformers: Dark of the Moon                | X360, PS3, Wii, NDS           |
| J U N I   | 19  | The Legend of Zelda: Ocarina of Time 3D       | 3DS                           |
| J U N I   | 21  | Cars 2                                        | Win, X360, PS3, Wii, NDS, 3DS |
| J U N I   | 21  | Dungeon Siege III                             | Win, X360, PS3                |
| J U N I   | 21  | F.E.A.R. 3                                    | Win, X360, PS3                |
| J U N I   | 21  | Shadows of the Damned                         | PS3, X360                     |
| J U N I   | 28  | Dynasty Warriors: Gundam 3                    | PS3, X360                     |
| J U N I   | 28  | Resident Evil: The Mercenaries 3D             | 3DS                           |
| J U N I   | 28  | Sniper: Ghost Warrior                         | PS3                           |

### Q3 Juli–September
| Månad             | Dag | Titel                                         | Plattform(ar)                                                      |
| J U L I           | 5   | Earth Defense Force: Insect Armageddon        | PS3, X360                                                          |
| J U L I           | 12  | Harry Potter and the Deathly Hallows – Part 2 | X360, PS3, Wii, NDS, Win                                           |
| J U L I           | 12  | NCAA Football 12                              | X360, PS3                                                          |
| J U L I           | 14  | Puyo Puyo!! 20th Anniversary                  | Playstation Portable, Wii, NDS, 3DS                                |
| J U L I           | 14  | Call of Juarez: The Cartel                    | PS3, X360                                                          |
| J U L I           | 14  | Captain America: Super Soldier                | X360, PS3, Wii, NDS, 3DS                                           |
| J U L I           | 20  | Bastion                                       | XBLA                                                               |
| J U L I           | 26  | Catherine                                     | PS3, X360                                                          |
| J U L I           | 26  | Pac-Man & Galaga Dimensions                   | 3DS                                                                |
| J U L I           | 26  | The Sims 3 Town Life Stuff                    | Mac, Win                                                           |
| J U L I           | 27  | From Dust                                     | XBLA                                                               |
| A U G U S T I     | 2   | Limbo                                         | Win                                                                |
| A U G U S T I     | 3   | Insanely Twisted Shadow Planet                | XBLA                                                               |
| A U G U S T I     | 4   | Shift 2: Unleashed                            | iOS                                                                |
| A U G U S T I     | 16  | Age of Empires Online                         | Win                                                                |
| A U G U S T I     | 16  | Bastion                                       | Win                                                                |
| A U G U S T I     | 16  | El Shaddai: Ascension of the Metatron         | PS3, X360                                                          |
| A U G U S T I     | 16  | No More Heroes: Heroes' Paradise              | PS3                                                                |
| A U G U S T I     | 17  | From Dust                                     | Win                                                                |
| A U G U S T I     | 18  | Duke Nukem Forever                            | Mac                                                                |
| A U G U S T I     | 23  | Deus Ex: Human Revolution                     | Win, PS3, X360                                                     |
| A U G U S T I     | 26  | Rugby World Cup 2011                          | X360, PS3                                                          |
| A U G U S T I     | 29  | Achron                                        | Win, Mac, Lin                                                      |
| A U G U S T I     | 30  | Bodycount                                     | PS3, X360                                                          |
| A U G U S T I     | 30  | Driver: Renegade 3D                           | 3DS                                                                |
| A U G U S T I     | 30  | Gatling Gears                                 | Win                                                                |
| A U G U S T I     | 30  | Madden NFL 12                                 | PS2, PS3, Playstation Portable, X360, Wii, NDS, 3DS, iOS           |
| A U G U S T I     | 30  | Mortal Kombat Arcade Kollection               | PSN                                                                |
| A U G U S T I     | 30  | Tropico 4                                     | Win                                                                |
| A U G U S T I     | 31  | Mortal Kombat Arcade Kollection               | XBLA                                                               |
| A U G U S T I     | 31  | Rock of Ages                                  | Win, XBLA, PSN                                                     |
| S E P T E M B E R | 1   | Wasteland Angel                               | Win                                                                |
| S E P T E M B E R | 6   | Dawn of Fantasy                               | Win                                                                |
| S E P T E M B E R | 6   | Dead Island                                   | Win, X360, PS3                                                     |
| S E P T E M B E R | 6   | Disgaea 4: A Promise Unforgotten              | PS3                                                                |
| S E P T E M B E R | 6   | Driver: San Francisco                         | PS3, X360, Wii                                                     |
| S E P T E M B E R | 6   | Resistance 3                                  | PS3                                                                |
| S E P T E M B E R | 6   | Rise of Nightmares                            | X360                                                               |
| S E P T E M B E R | 6   | Warhammer 40,000: Space Marine                | Win, X360, PS3                                                     |
| S E P T E M B E R | 7   | Crimson Alliance                              | XBLA                                                               |
| S E P T E M B E R | 9   | Star Fox 64 3D                                | 3DS                                                                |
| S E P T E M B E R | 12  | Rise of Immortals                             | Win                                                                |
| S E P T E M B E R | 13  | Call of Juarez: The Cartel                    | Win                                                                |
| S E P T E M B E R | 13  | God of War: Origins Collection                | PS3                                                                |
| S E P T E M B E R | 13  | Harvest Moon: The Tale of Two Towns           | NDS, 3DS                                                           |
| S E P T E M B E R | 13  | Hard Reset                                    | Win                                                                |
| S E P T E M B E R | 13  | NHL 12                                        | PS3, X360                                                          |
| S E P T E M B E R | 13  | Nicktoons MLB                                 | X360, Wii, NDS                                                     |
| S E P T E M B E R | 13  | Red Orchestra 2: Heroes of Stalingrad         | Win                                                                |
| S E P T E M B E R | 13  | White Knight Chronicles II                    | PS3                                                                |
| S E P T E M B E R | 14  | TrackMania 2: Canyon                          | Win                                                                |
| S E P T E M B E R | 19  | Dragon Quest Monsters: Joker 2                | NDS                                                                |
| S E P T E M B E R | 20  | Gears of War 3                                | X360                                                               |
| S E P T E M B E R | 20  | F1 2011                                       | Win, X360, PS3                                                     |
| S E P T E M B E R | 20  | Resident Evil 4 HD                            | PS3, X360                                                          |
| S E P T E M B E R | 26  | Nuclear Dawn                                  | Win, Mac                                                           |
| S E P T E M B E R | 27  | Atelier Totori: Alchemist of Arland 2         | PS3                                                                |
| S E P T E M B E R | 27  | Child of Eden                                 | PS3                                                                |
| S E P T E M B E R | 27  | Driver: San Francisco                         | Win                                                                |
| S E P T E M B E R | 27  | FIFA 12                                       | PS3, X360, Win, Wii, Playstation 2, Playstation Portable, 3DS, iOS |
| S E P T E M B E R | 27  | The Ico & Shadow of the Colossus Collection   | PS3                                                                |
| S E P T E M B E R | 27  | Pro Evolution Soccer 2012                     | PS3, X360, Win, Wii, Playstation Portable, 3DS                     |
| S E P T E M B E R | 27  | Resident Evil Code: Veronica X                | PS3, X360                                                          |
| S E P T E M B E R | 27  | Rune Factory: Tides of Destiny                | PS3, Wii                                                           |
| S E P T E M B E R | 27  | Tom Clancy's Splinter Cell Classic Trilogy HD | PS3                                                                |
| S E P T E M B E R | 27  | X-Men: Destiny                                | PS3, Wii, X360, NDS                                                |
| S E P T E M B E R | 29  | A Game of Thrones: Genesis                    | Win                                                                |

### Q4 Oktober–December
| Månad           | Dag                                        | Titel                                          | Plattform(ar)                           |
| O K T O B E R   |                                            |                                                |                                         |
| 4               | Dark Souls                                 | PS3, X360                                      |                                         |
| 4               | NBA 2K12                                   | Win, PS3, X360, Wii, PSP, PS2                  |                                         |
| 4               | Rage                                       | Win, PS3, X360                                 |                                         |
| 4               | Spider-Man: Edge of Time                   | X360, PS3, Wii, NDS, 3DS                       |                                         |
| 5               | Orcs Must Die!                             | XBLA                                           |                                         |
| 7               | Just Dance 3                               | Wii, PS3, X360                                 |                                         |
| 11              | Ace Combat: Assault Horizon                | PS3, X360                                      |                                         |
| 11              | Dead Rising 2: Off the Record              | PS3, X360, Win                                 |                                         |
| 11              | Forza Motorsport 4                         | X360                                           |                                         |
| 11              | Sesame Street: Once Upon a Monster         | X360                                           |                                         |
| 12              | MDK2 HD                                    | Win                                            |                                         |
| 12              | Orcs Must Die!                             | Win                                            |                                         |
| 13              | Might and Magic Heroes VI                  | Win                                            |                                         |
| 16              | Skylanders: Spyro's Adventure              | 3DS, PS3, Wii, X360, Win                       |                                         |
| 18              | Batman: Arkham City                        | PS3, X360                                      |                                         |
| 18              | Ben 10: Galactic Racing                    | PS3, X360, NDS, Wii, 3DS                       |                                         |
| 18              | Payday: The Heist                          | PSN                                            |                                         |
| 18              | Ratchet & Clank: All 4 One                 | PS3                                            |                                         |
| 18              | Rocksmith                                  | PS3, X360                                      |                                         |
| 18              | The Sims 3: Pets                           | Mac, Win                                       |                                         |
| 18              | Tropico 4                                  | X360                                           |                                         |
| 19              | Dungeon Defenders                          | PSN, XBLA, Win                                 |                                         |
| 20              | Payday: The Heist                          | Win                                            |                                         |
| 20              | Cities XL 2012                             | Win                                            |                                         |
| 21              | Football Manager 2012                      | Win, Mac                                       |                                         |
| 21              | FIFA Manager 12                            | Win                                            |                                         |
| 24              | Kirby's Return to Dream Land               | Wii                                            |                                         |
| 25              | Battlefield 3                              | Win, PS3, X360                                 |                                         |
| 25              | The Cursed Crusade                         | Win, PS3, X360                                 |                                         |
| 25              | Dance Central 2                            | X360                                           |                                         |
| 25              | Disney Universe                            | Win, Mac, Wii, PS3, X360                       |                                         |
| 25              | Stronghold 3                               | Win                                            |                                         |
| 25              | House of the Dead: Overkill                | PS3                                            |                                         |
| 26              | Renegade Ops                               | Win                                            |                                         |
| 28              | Sword of the Stars II: The Lords of Winter | Win                                            |                                         |
| N O V E M B E R | 1                                          | GoldenEye 007 Reloaded                         | PS3, X360                               |
| N O V E M B E R | 1                                          | James Noir's Hollywood Crimes                  | 3DS                                     |
| N O V E M B E R | 1                                          | The Lord of the Rings: War in the North        | PS3, X360, Win                          |
| N O V E M B E R | 1                                          | Pac-Man Party 3D                               | 3DS                                     |
| N O V E M B E R | 1                                          | Raving Rabbids: Alive & Kicking                | X360                                    |
| N O V E M B E R | 1                                          | Sonic Generations                              | PS3, X360                               |
| N O V E M B E R | 1                                          | Uncharted 3: Drake's Deception                 | PS3                                     |
| N O V E M B E R | 4                                          | Sonic Generations                              | Win                                     |
| N O V E M B E R | 8                                          | Call of Duty: Modern Warfare 3                 | Win, PS3, X360, Wii                     |
| N O V E M B E R | 8                                          | Call of Duty: Modern Warfare 3: Defiance       | NDS                                     |
| N O V E M B E R | 8                                          | Cartoon Network: Punch Time Explosion XL       | Wii, PS3, X360                          |
| N O V E M B E R | 8                                          | Cave Story 3D                                  | 3DS                                     |
| N O V E M B E R | 8                                          | L.A. Noire                                     | Win                                     |
| N O V E M B E R | 8                                          | Metal Gear Solid HD Collection                 | PS3, X360                               |
| N O V E M B E R | 8                                          | Otomedius Excellent                            | X360                                    |
| N O V E M B E R | 8                                          | Pro Evolution Soccer 2012                      | PS2                                     |
| N O V E M B E R | 11                                         | The Elder Scrolls V: Skyrim                    | Win, PS3, X360                          |
| N O V E M B E R | 11                                         | Lego Harry Potter: Years 5–7                   | X360, PS3, PSP, Wii, NDS, 3DS, Win, iOS |
| N O V E M B E R | 13                                         | Super Mario 3D Land                            | 3DS                                     |
| N O V E M B E R | 15                                         | Abba: You Can Dance                            | Wii                                     |
| N O V E M B E R | 15                                         | Assassin's Creed: Revelations                  | PS3, X360                               |
| N O V E M B E R | 15                                         | Halo: Combat Evolved Anniversary               | X360                                    |
| N O V E M B E R | 15                                         | Jurassic Park: The Game                        | Win, PS3, X360                          |
| N O V E M B E R | 15                                         | Mario & Sonic at the London 2012 Olympic Games | Wii                                     |
| N O V E M B E R | 15                                         | Medieval Moves: Deadmund's Quest               | PS3                                     |
| N O V E M B E R | 15                                         | Need for Speed: The Run                        | Win, PS3, X360, 3DS                     |
| N O V E M B E R | 15                                         | DreamWorks Super Star Kartz                    | PS3                                     |
| N O V E M B E R | 15                                         | Rayman Origins                                 | PS3, X360, Wii                          |
| N O V E M B E R | 15                                         | Saints Row: The Third                          | X360, PS3, Win                          |
| N O V E M B E R | 15                                         | Shinobi                                        | 3DS                                     |
| N O V E M B E R | 15                                         | Ultimate Marvel vs. Capcom 3                   | PS3, X360                               |
| N O V E M B E R | 17                                         | Anno 2070                                      | Win                                     |
| N O V E M B E R | 18                                         | Minecraft                                      | Win, Lin, Mac                           |
| N O V E M B E R | 20                                         | The Legend of Zelda: Skyward Sword             | Wii                                     |
| N O V E M B E R | 22                                         | Batman: Arkham City                            | Win                                     |
| N O V E M B E R | 22                                         | The King of Fighters XIII                      | PS3, X360                               |
| N O V E M B E R | 22                                         | Serious Sam 3: BFE                             | Win                                     |
| N O V E M B E R | 22                                         | Sonic Generations                              | 3DS                                     |
| N O V E M B E R | 22                                         | WWE 12                                         | PS3, Wii, X360                          |
| N O V E M B E R | 25                                         | Afterfall: InSanity                            | Win, X360, PS3                          |
| D E C E M B E R | 1                                          | Assassin's Creed: Revelations                  | Win                                     |
| D E C E M B E R | 4                                          | Mario Kart 7                                   | 3DS                                     |
| D E C E M B E R | 5                                          | Fortune Street                                 | Wii                                     |
| D E C E M B E R | 6                                          | The Adventures of Tintin: The Game             | PS3, X360, NDS, Wii, 3DS, Win           |
| D E C E M B E R | 7                                          | Trine 2                                        | Win, Mac                                |
| D E C E M B E R | 13                                         | FlatOut 3: Chaos & Destruction                 | Win                                     |
| D E C E M B E R | 15                                         | Earth Defense Force: Insect Armageddon         | Win                                     |
| D E C E M B E R | 20                                         | Postal III                                     | Win                                     |
| D E C E M B E R | 20                                         | Star Wars: The Old Republic                    | Win                                     |
| D E C E M B E R | 20                                         | Trine 2                                        | PSN                                     |
| D E C E M B E R | 21                                         | Trine 2                                        | XBLA                                    |

### Fotnoter
1. ↑  ”2011 International CES, January 6–9”. GameSpot. Arkiverad från originalet den 6 juli 2007. https://web.archive.org/web/20070706080618/http://www.cesweb.org/. Läst 10 mars 2010.
2. ↑  Harris, Craig (28 september 2010). ”Nintendo Conference 2010 Details”. IGN. http://ds.ign.com/articles/112/1124149p1.html.
3. ↑  ”Save the date: GDC 2011, Feb. 28 - March 4”. GameSpot. 9 mars 2010. Arkiverad från originalet den 19 augusti 2010. https://web.archive.org/web/20100819193506/http://www.joystiq.com/2010/03/09/game-developers-conference-2011-dated-feb-28-to-march-4. Läst 15 augusti 2010.
4. ↑  ”PAX East 2011, March 11 - March 13”. Arkiverad från originalet den 6 augusti 2019. https://web.archive.org/web/20190806044229/https://east.paxsite.com/. Läst 5 oktober 2019.
5. ↑  ”Svensk mediedatabas”. http://smdb.kb.se/catalog/search?q=%22P3+Spel%22+typ%3Aradio&sort=OLDEST. Läst 24 juni 2011.
6. ↑  ”EA Launches Origin”. Arkiverad från originalet den 7 juni 2011. https://web.archive.org/web/20110607203022/http://investor.ea.com/releasedetail.cfm?ReleaseID=582630. Läst 15 augusti 2011.
7. ↑  ”Attendance and Stats” (på engelska). IGN. http://www.ign.com/wikis/e3/Attendance_and_Stats. Läst 21 maj 2015.
8. ↑  ”PAX Prime 2011, August 26–28”. Arkiverad från originalet den 4 februari 2016. https://web.archive.org/web/20160204223216/http://prime.paxsite.com/. Läst 9 juni 2014.
9. ↑  ”Nintendo launches Wii Family Edition on 4th November and Wii Fit Plus bundle on 2nd December” (på engelska). Nintendo. 13 oktober 2011. http://www.nintendo.co.uk/News/2011/Nintendo-launches-Wii-Family-Edition-on-4th-November-and-Wii-Fit-Plus-bundle-on-2nd-December-252719.html. Läst 19 maj 2015.
10. ↑  MineCon 2011 Arkiverad 23 september 2011 hämtat från the Wayback Machine.
11. ↑  Good, Owen (3 december 2011). ”Happy 10th Anniversary, Jak and Daxter”. Kotaku. http://kotaku.com/5864753/happy-10th-anniversary-jak-and-daxter.
12. ↑  ”IGN: Pokemon White Version”. Arkiverad från originalet den 20 mars 2012. https://web.archive.org/web/20120320223029/http://ds.ign.com/objects/069/069347.html. Läst 9 juni 2014.
13. ↑  ”IGN: Pokemon Black Version”. Arkiverad från originalet den 11 april 2012. https://web.archive.org/web/20120411174336/http://ds.ign.com/objects/059/059687.html. Läst 9 juni 2014.
14. ↑  ”Tom Clancy's Splinter Cell Classic Trilogy HD Release Information for PlayStation 3 - GameFAQs:”. GameFAQs. Arkiverad från originalet den oktober 11, 2013. https://web.archive.org/web/20131011121042/http://www.gamefaqs.com/ps3/620668-tom-clancys-splinter-cell-classic-trilogy-hd/data. Läst 7 oktober 2013.
15. ↑  ”Metal Gear Solid HD Collection”. gameinformer.com. Arkiverad från originalet den 9 februari 2014. https://web.archive.org/web/20140209102503/http://www.gameinformer.com/games/metal_gear_solid_hd_collection/b/ps3/default.aspx. Läst 9 juni 2014.